# O Elo Mais Fraco
O Elo Mais Fraco (conhecido em muitos países como Weakest Link) é um concurso de televisão no formato game show, transmitido pela primeira vez no Reino Unido pela BBC Two em 14 de agosto de 2000. Foi criado pelo médico e escritor Fintan Coyle e pelo comediante Cathy Dunning, e desenvolvido para televisão pelo departamento de programas de entretenimento da BBC. Desde então o programa ganhou várias versões internacionais ao redor do mundo. Também pode ser considerado um "reality-game show", pelo formato de disputa dos atuais reality shows mantendo a base de conhecimentos gerais. A versão do Reino Unido, apresentada por Anne Robinson, com a narração de Jon Briggs teve seu milésimo programa exibido em 18 de dezembro de 2006.

## Formato
Apresentação do programa na versão feita por Anne Robinson: "Qualquer um dos nove concorrentes no estúdio hoje pode ganhar até dez mil libras. Eles não se conhecem entre si, entretanto, se querem o prêmio, devem fazer um trabalho de equipe. Mas oito deles sairão sem ganhar nada, pois rodada após rodada nós perdemos o jogador votado como sendo 'O Elo Mais Fraco'. Vamos conhecer a equipe…"
O formato original apresenta uma equipe de nove concorrentes que completam rodadas respondendo perguntas sobre conhecimentos gerais. O objetivo de cada rodada é formar uma corrente de nove respostas corretas consecutivas para conseguir um certo montante em dinheiro dentro de um tempo limite pré-determinado. Entretanto, apenas uma resposta incorreta quebra a corrente e todo o dinheiro nela acumulado é perdido. Mas antes de uma pergunta ser formulada, o concorrente pode dizer a palavra "BANCO" e todo o dinheiro acumulado é salvo, entretanto uma nova corrente é iniciada do zero.
Bancar dinheiro é a opção mais segura, entretanto, não bancar, no caso de a pessoa a quem a pergunta será formulada acertar, a quantia ganha cresce sucessivamente de acordo com o número de respostas corretas. Quanto maior o número de respostas corretas for, maior a quantia a ser bancada.
Quando o tempo determinado para uma rodada acaba, nenhuma quantia bancada é perdida, caso o apresentador esteja formulando uma pergunta, ou a formulou e o concorrente ainda não a respondeu, a pergunta é abandonada. A rodada termina automaticamente quanto a equipe alcança com sucesso o montante máximo para a rodada antes que o tempo acabe.
Este concurso é também, criticado negativamente por uns e positivamente por outros, por a apresentadora mostrar sempre um feitio muito arrogante. Faz parte das regras do concurso, numa medida de oferecer mais espetáculo e chamar mais a atenção do espectador.

### Votação e eliminação
Após cada rodada, os concorrentes votam para eliminar um dos demais, normalmente aquele considerado como sendo o "elo mais fraco": aquele que os demais acreditam que desperdiçou o maior tempo, errou ao não bancar em determinados momentos da rodada ou teve um grande número de respostas incorretas. Até o final da votação, apenas os telespectadores sabem (através de uma narração) exatamente quem foi o "elo mais forte" e quem foi o "elo mais fraco", de acordo com as estatísticas. Caso o trabalho de equipe tenha funcionado, os concorrentes são instruídos a serem bastante severos neste momento. A votação apresenta uma tática para os concorrentes maximizarem suas chances de vitória. Eliminando os concorrentes com desempenho ruim é fácil para aumentar as chances de vitória, mas jogadores com desempenho bom durante o jogo dificilmente sejam eliminados. Após a revelação dos votos, o (a) apresentador (a) questiona os participantes acerca de sua escolha, os motivos para essa escolha, e a melhor parte do programa, faz insultos aos participantes acerca de suas respostas durante o jogo. Após as interrogações, o concorrente mais votado é eliminado com a frase "Você é o elo mais fraco. Adeus!" e sai de cena, no momento conhecido como a Caminhada da Vergonha. Em caso de empate, o "elo mais forte" dá seu voto de minerva para desempatar. Caso tenha votado em um dos concorrentes empatados, ele pode escolher entre manter seu voto, ou mudá-lo. Caso o "elo mais forte" esteja em um empate, mesmo assim ele é perguntado sobre a decisão (manter a votação ou sair do jogo).

### Rodadas seguintes
Quando um concorrente é eliminado, 10 (ou 15, como o caso da versão sindicada dos EUA) segundos são descontados do tempo total das rodadas seguintes.  A rodada sempre começa a partir do "elo mais forte", caso o "elo mais forte" tenha sido eliminado na rodada anterior, o segundo jogador mais forte da rodada anterior começa jogando. O jogo continua normalmente.

### Final do jogo

#### Última rodada
Quando sobram dois concorrentes, eles devem fazer um trabalho de equipe na última rodada, trabalho esse bastante semelhante ao das rodadas anteriores mas com três detalhes extras: primeiro, em vez de 10 segundos são descontados 30 segundos do tempo total. Segundo, todo o dinheiro bancado nessa rodada é triplicado (ou dobrado, como em algumas versões) antes de ser somado com o que foi ganho nas rodadas anteriores para formar o prêmio final do jogo. Terceiro, não há eliminação; os dois remanescentes passam para o "cabeça-a-cabeça".

#### Cabeça-a-cabeça
Para a rodada conhecida como "cabeça-a-cabeça", os dois concorrentes remanescentes devem responder cinco perguntas, de forma alternada. O "elo mais forte" da rodada anterior decide quem começa jogando. Ao final, quem possuir o maior número de acertos dentre 5 possíveis vence.
O vencedor leva todo o prémio acumulado no jogo. O perdedor volta para casa sem ganhar nada, assim como os demais concorrentes eliminados.
Em caso de empate, o jogo prossegue para a Morte Súbita. As perguntas continuam sendo feitas aos que participam no concurso, até que um dos dois erre. Essa rodada costuma se prolongar bastante, entretanto em alguns países a Morte Súbita é editada para apenas uma rodada devido ao tempo de duração do programa.
Em grande parte dos episódios da Inglaterra a quantia máxima do jogo é de £10,000; em edições com artistas e para a caridade o máximo é de £50,000.

## Sucesso
Grande parte do sucesso do programa se deve à apresentadora, Anne Robinson. Também conhecida pelo tom sarcástico enquanto apresentava o programa de defesa do consumidor da BBC Watchdog, ela encontrou inspiração para suas tiradas com os concorrentes. Suas palavras para com a "equipe", normalmente tiradas em relação às respostas dos concorrente ao não atingirem seu objetivo, tornaram-se marca registrada do programa, e o seu famoso bordão "Você é o elo mais fraco. Adeus!" também. A narração da versão inglesa é de Jon Briggs.
Com inspiração vinda dos programas Big Brother e Who Wants to Be a Millionaire?, o programa difere de praticamente todos os demais game shows ao incentivar o conflito aberto entre participantes, e usando um apresentador (a) que é bastante hostil com os concorrentes tanto quanto uma figura positiva. Altamente criticado em vários países, o programa tem sido sucesso de audiência em vários países.

## Variantes
Com o sucesso da versão apresentada diariamente na BBC Two, logo foi feita uma versão destinada ao horário nobre da BBC One, eventualmente apresentada às quartas-feiras à noite.
Primeiramente, um Torneio de Campeões, apresentando oito vencedores da versão da BBC Two, buscando um prêmio de £20,000. Desta vez pódiuns eletrônicos foram instalados, assim como a presença de uma plateia. O formato inicialmente foi um fracasso, pois apenas concorrentes normais disputavam o prêmio. Cerca de um ano depois, o número de concorrentes diminuiu para sete, assim como o tempo de duração diminuiu de 45 para 30 minutos, entretanto o prêmio máximo foi mantido.
Após a versão com sete concorrentes, o estúdio foi aumentado (para comportar nove concorrentes), assim como o prêmio máximo foi aumentado para £50,000. Inicialmente concorrentes inscritos participavam, depois o programa passou a apresentar eventualmente versões com artistas buscando por um prêmio em dinheiro a ser doado para a caridade. Normalmente nas versões com artistas os concorrentes eliminados saem sem ganhar "nada", apesar de a produção dar a eles uma pequena quantia para as instituições de caridade que representam, assim como o seu cachê pela participação. Nessa versão, normalmente Robinson diz aos concorrentes perdedores da última rodada "Você sairá sem ganhar nada". Em várias edições, duplas ocupavam os pódiuns, e normalmente confabulavam entre si antes de responder as perguntas. Houve várias versões com artistas divididos em duplas. Há alguns anos a edição especial de natal, com personagens de fábulas natalinas faz parte da programação de natal da BBC One. Vários concorrentes, como Christopher Biggins e Basil Brush, apareceram mais de uma vez.
A versão com concorrentes inscritos da BBC One tem sido pouco realizada ultimamente, mas eventualmente são realizadas edições com artistas. Em várias oportunidades as edições são especiais designados, como a edição exibida em março de 2007 com o elenco da série Doctor Who, cuja nova temporada estrearia no dia seguinte.

## Versões internacionais
A versão original do programa é exibida em todo o mundo pela BBC Prime e pela BBC America.  O formato foi licenciado a vários países, que produziram suas versões locais de The Weakest Link.  Exceto alguns países, todos os títulos eram traduções locais de (The) Weakest Link.
| País                       | Nome                              | Apresentador (a)                   | Canal em que foi exibido   | Prêmio máximo em moeda local                     | Número de concorrentes |
| -------------------------- | --------------------------------- | ---------------------------------- | -------------------------- | ------------------------------------------------ | ---------------------- |
| Azerbaijão                 | Zəif Bənd                         | Kamila Babayeva (1ª temporada)     | Líder TV                   | AZM 9,000                                        | 9                      |
| Azerbaijão                 | Zəif Bənd                         | Solmaz Süleymanlı (2ª temporada)   | Líder TV                   | AZM 9,000                                        | 9                      |
| Austrália                  | Weakest Link                      | Cornelia Frances                   | Seven                      | $100,000                                         | 9                      |
| Bélgica                    | De Zwakste Schakel                | Goedele Liekens                    | VTM                        | 2,000,000F                                       | 8                      |
| Chile                      | El Rival Más Débil                | Catalina Pulido                    | Canal 13                   | $40,000,000                                      | 8                      |
| República Popular da China | 汰弱留强·智者为王                 | Chen Lu Yu (1ª temporada)          | Nanjing TV                 | ¥200,000                                         | 8                      |
| República Popular da China | 智者为王                          | Shen Bing (2ª temporada)           | Nanjing TV                 | ¥200,000                                         | 8                      |
| República Popular da China | 智者为王                          | Xia Qing (3ª temporada)            | Nanjing TV                 | ¥200,000                                         | 8                      |
| Croácia                    | Najslabija karika                 | Nina Violić (1ª temporada)         | HRT1                       | kn90,000                                         | 8                      |
| Croácia                    | Najslabija karika                 | Daniela Trbović (2ª temporada)     | HRT1                       | kn90,000                                         | 8                      |
| República Tcheca           | Nejslabší! Máte padáka!           | Zuzana Slavíková                   | Nova TV                    | Kc.1,000,000                                     | 9                      |
| Dinamarca                  | Det Svageste Led                  | Trine Gregorius                    | DR1                        | KR200,000                                        | 8                      |
| Estónia                    | Nõrgim lüli                       | Tuuli Roosma                       | Kanal 2                    | KR500,000                                        | 8                      |
| Finlândia                  | Heikoin Lenkki                    | Kirsi Salo                         | MTV3                       | €15,000 (1ª temporada) €18,000 (2ª temporada)    | 9                      |
| França                     | Heikoin Lenkki                    | Kirsi Salo                         | MTV3                       | €15,000 (1ª temporada) €18,000 (2ª temporada)    | 9                      |
| França                     | Le Maillon faible                 | Laurence Boccolini                 | TF1                        | 150,000F €20,000 (2002/2003) €50,000 (2003-2007) | 9                      |
| França                     | Le Maillon faible                 | Julien Courbet                     | D8                         | 150,000F €20,000 (2002/2003) €50,000 (2003-2007) | 9                      |
| Alemanha                   | Der Schwächste fliegt!            | Sonja Zietlow                      | RTL Television             | DM50,000 (2001)                                  | 9                      |
| Alemanha                   | Der Schwächste fliegt!            | Sonja Zietlow                      | RTL Television             | €50,000 (2002)                                   | 9                      |
| Grécia                     | Ο Πιο Αδύναμος Κρίκος             | Elena Akrita                       | MEGA                       | €15,000                                          | 9                      |
| Hong Kong                  | 一筆OUT消                         | Carol Cheng                        | TVB Jade                   | $3,000,000                                       | 8                      |
| Hungria                    | A Leggyengébb Láncszem            | Krisztina Máté                     | TV2                        | ft3,000,000                                      | 9                      |
| Hungria                    | Nincs Kegyelem                    | Krisztina Máté                     | TV2                        | ft6,000,000                                      | 5                      |
| Índia                      | Kamzor Kadii Kaun                 | Neena Gupta                        | Star Plus                  | Rs.25,00,000                                     | 8                      |
| Irlanda                    | Weakest Link                      | Eamon Dunphy                       | TV3                        | €10,000                                          | 9                      |
| Israel                     | החוליה החלשה                      | Pnina Dvorin (1ª temporada)        | Channel 10                 | ₪100,000                                         | 9                      |
| Israel                     | החוליה החלשה                      | Hana Laszlo (2ª temporada)         | Channel 10                 | ₪90,000                                          | 8                      |
| Itália                     | Anello Debole                     | Enrico Papi                        | Italia 1                   | €15,000                                          | 9                      |
| Japão                      | ウィーケストリンク☆一人勝ちの法則 | Shiro Ito                          | Fuji TV                    | ¥16,000,000                                      | 8                      |
| Líbano                     | الحلقة الأضعف                     | Rita Khoury                        | Future Television          | US$16,000                                        | 8                      |
| Macedónia                  | Најслаба алка                     | Zivkica Gjurcinovska               | Alfa TV                    | MKD 420,000                                      | 8                      |
| México                     | El Rival Más Debil                | Montserrat Ontiveros               | Azteca Trece, Azteca Siete | $200,000                                         | 8                      |
| Moldova                    | Veriga Slabă                      | Andrei Gheorghe                    | Kanal 1                    | lei 50.000                                       | 9                      |
| Holanda                    | De Zwakste Schakel                | Chazia Mourali                     | RTL 4                      | €10,000                                          | 9                      |
| Nova Zelândia              | Weakest Link                      | Louise Wallace                     | TV ONE                     | $20,000                                          | 9                      |
| Noruega                    | Det Svakeste Ledd                 | Anne Grosvold                      | NRK                        | KR200,000                                        | 8                      |
| Filipinas                  | Weakest Link                      | Edu Manzano (1ª temporada)         | IBC                        | ₱1,000,000                                       | 8                      |
| Filipinas                  | Weakest Link                      | Allan K. (2ª temporada)            | IBC                        | ₱1,000,000                                       | 8                      |
| Polônia                    | Najsłabsze Ogniwo                 | Kazimiera Szczuka                  | TVN                        | 27,000 złoty                                     | 8                      |
| Portugal                   | O Elo Mais Fraco                  | Julia Pinheiro (1ª temporada)      | RTP                        | €10,000                                          | 9                      |
| Portugal                   | O Elo Mais Fraco                  | Luísa Castel-Branco (2ª temporada) | RTP                        | €10,000                                          | 9                      |
| Portugal                   | O Elo Mais Fraco                  | Pedro Granger (3ª temporada)       | RTP                        | €10,000                                          | 9                      |
| Romênia                    | Lanţul Slăbiciunilor              | Andrei Gheorghe                    | ProTV                      | lei500.000.000                                   | 9                      |
| Rússia                     | Слабое Звено                      | Maria Kiselyova                    | ORT                        | руб400,000, руб350,000                           | 7,8                    |
| Rússia                     | Слабое Звено                      | Nikolay Fomenko                    | Petesburg-5                | руб350,000 (estimado)                            | 7                      |
| Singapura                  | 智者生存                          | Cui Lixin                          | MediaCorp TV Channel 8     | S$100,000                                        | 8                      |
| Singapura                  | Weakest Link                      | Asha Gill                          | MediaCorp TV Channel 5     | S$1,000,000                                      | 8                      |
| Eslovênia                  | Najšibkejši Člen                  | Violeta Tomič                      | RTV Slovenija              | 2,400,000SIT                                     | 8                      |
| Sérvia                     | Najslabija karika                 | Sandra Lalatović                   | BKTV                       | RSD3,000,000                                     | 9                      |
| Espanha                    | El Rival Más Débil                | Nuria González (1ª-2ª temporada)   | TVE1 (1ª-3ª temporada)     | €7,200                                           | 9                      |
| Espanha                    | El Rival Más Débil                | Karmele Aranburu (3ª-4ª temporada) | TVE2 (4ª temporada)        | €7,200                                           | 9                      |
| África do Sul              | Weakest Link                      | Fiona Coyne                        | SABC3                      | R50,000                                          | 9                      |
| África do Sul              | Weakest Link                      | Fiona Coyne                        | SABC3                      | R100,000                                         |                        |
| Taiwan                     | Weakest Link 智者生存             | Belle Yu (1ª temporada)            | STAR Chinese Channel       | NT$2,200,000                                     | 8                      |
| Taiwan                     | Weakest Link 智者生存             | Tseng Yang Qing (2ª temporada)     | STAR Chinese Channel       | NT$2,200,000                                     | 8                      |
| Tailândia                  | กำจัดจุดอ่อน Weakest Link            | Krittika Kongsompong               | TV3                        | ฿1,000,000                                       | 8                      |
| Turquia                    | En Zayif Halka                    | Hülya Uğur Tanriöver               | Show TV                    | TL100,000,000,000 (lira velha)                   | 9                      |
| Turquia                    | En Zayif Halka                    | Hülya Uğur Tanriöver               | Show TV                    | TL100,000 (lira nova)                            | 9                      |
| Turquia                    | En Zayif Halka                    | Baybars Altuntaș                   |                            | TL54,000 (lira nova)                             | 9                      |
| Reino Unido                | The Weakest Link                  | Anne Robinson                      | BBC Two (versão daytime)   | £10,000                                          | 9                      |
| Reino Unido                | The Weakest Link                  | Anne Robinson                      | BBC One (versão primetime) | £50,000                                          | 9                      |
| Estados Unidos             | Weakest Link                      | Anne Robinson (versão primetime)   | NBC (versão primetime)     | US$1,000,000 (versão primetime)                  | 8                      |
| Estados Unidos             | Weakest Link                      | George Gray (versão daytime)       | Sindicada (versão daytime) | US$100,000 (versão daytime)                      | 6                      |
| Estados Unidos             | Weakest Link                      | Jane Lynch (revival de 2020)       | NBC (revival de 2020)      | US$1,000,000 (revival de 2020)                   | 8                      |

### Ásia

#### Filipinas
A versão filipina do programa é produzida pela VIVA Entertainment em conjunto com a ECM Productions. O programa estreou em utubroo de 2001 na emissora Intercontinental Broadcasting Corporation, seguindo o sucesso do programa Who Wants To Be A Millionaire? no país, tendo sido inicialmente apresentado pelo ator Edu Manzano. Conhecido por seus trabalhos políticos e um estilo sério de atuação, Manzano desempenhou um excelente papel como apresentador, ajudando na popularidade do programa. Após uma temporada Manzano foi substutuído pelo comediante/cantor/apresentador gay Allan K. Seu estilo bem-humorado de apresentação (juntamente com o incêndio que destruiu o estúdio onde o programa era gravado) fizeram com que o programa fosse cancelado em outubro de 2002.
O programa seguia o formato Primetime, com oito concorrentes. Se o montante máximo fosse alcançado com sucesso em todas as sete rodadas, o prêmio total era de 1,000,000 pesos, aproximadamente igual ao prêmio de £10,000 da versão daytime inglesa.

### Europa

#### Bélgica
Em setembro de 2001, a emissora belga VTM lançou sua versão local do programa, chamada De Zwakste Schakel, assim como a versão holandesa do programa. Goedele Liekens foi chamada para trabalhar no programa, desempenhando a função de "Anne Robinson" belga, mas não se convenceu de que fez um bom papel durante o programa. Após o fracasso de alguns episódios exibidos, a VTM cancelou o programa em meados de 2002. Goedele continuou seu trabalho em outros programas e admitiu publicamente em vários outros programas que não era a pessoa indicada para o programa.
A versão belga possuía oito concorrentes, buscando por um prêmio máximo de 2,000,000 francos belgas. O formato é o mesmo da versão primetime americana. A corrente era a mesma, no entanto dobrada, com isso a equipe poderia alcançar um objetivo de 250,000 francos em cada rodada.

#### Noruega
A emissora norueguesa NRK iniciou sua versão local do programa, chamada Det Svakeste Ledd, em 2004. Ao contrário das demais versões, o estúdio era bastante simples. Foi apresentado pela famosa apresetnadora de programas de entrevista Anne Grosvold. Foi apresentado no decorrer de 2004.

#### Finlândia
A emissora MTV3 lançou a versão finlandesa, chamada Heikoin Lenkki, em 6 de setembro de 2002. A apresentadora Kirsi Salo eliminava semanalmente oito concorrentes e recompensava um com o prêmio máximo de até 15000 euros. Um mês após a estreia, o formato foi alterado. Após a alteração, 8 concorrentes iniciavam o jogo (ao invés de 9) e o prêmio máximo possível passou a 18000 euros, com um prêmio máximo de 2000 euros por rodada. O formato foi mantido e apresentado por três temporadas e foi cancelado em fevereiro de 2005, principalmente porque a apresentadora, Kirsi Salo, estava grávida.

#### França
A maior emissora de TV da França, a TF1, lançou o programa "Le Maillon Faible" em 9 de julho de 2001. Foi um sucesso instantâneo. A apresentadora Laurence Boccolini, que anteriormente havia apresentado o quiz-show "Que Le Meilleur Gagne!", era bastante conhecida pelo seu humor sarcástico, foi escolhida para ser a "Anne Robinson francesa" e desempenhou bastante bem seu papel. Inicialmente os concorrentes poderiam ganhar até 150000 francos até a introdução do euro em 2002, quando o prêmio passou a ser de €20000. No final de 2003, o estúdio foi ampliado e o prêmio passou a ser de €50000. A versão francesa foi a versão não-original que ficou mais tempo no ar, sem intervalos entre as temporadas, e sem reprises: cada programa só foi exibido apenas uma vez
Em 2002, Laurence Boccolini escreveu um livro sobre sua experiência como apresentadora do programa. O livro tem o título "Méchante", que significa "Má". Em 2005 "Méchante 2" foi publicado, mas desta vez foram publicadas algumas das respostas incorretas dadas pelos concorrentes durante o jogo.
Após uma fracassada série de programa especiais com artistas, a TF1 decidiu cancelar o programa na primavera européia de 2007: a audiência vinha caindo desde 2006. Em julho, Laurence decidiu sair da TF1, pois eles simplesmente não lhe deram um novo programa para a nova temporada da emissora. O último episódio foi ao ar em 12 de agosto de 2007.

#### Grécia
A Grécia também produziu sua própria versão, chamada Ο ΠΙΟ ΑΔΥΝΑΜΟΣ ΚΡΙΚΟΣ (lê-se O Pio Adinamos Krikos), apresentada pela jornalista Elena Akrita. De acordo com os telespectadores, Akrita foi uma apresentadora mais dócil em relação às suas colegas estrangeiros — ao invés de "adeus", ela se despedia dos concorrentes eliminados com a frase "sinto muito". O programa foi cancelado em 2005, e tinha um prêmio máximo de 15000 euros.  Foi apresentado pela maior emissora da Grécia, Mega Channel.

#### Hungria
Na Hungria o programa estreou em 21 de agosto de 2001 às 7 da noite na emissora TV2, com o nome de  Nincs Kegyelem - A Leggyengébb Láncszem, com um prêmio máximo de 3000000 florins (aprox. $12000 na época). Foi apresentado por Krisztina Máté, âncora de um famoso telejornal na TV húngara. Ela provavelmente foi escolhida pelas semelhanças físicas entre ela e Anne Robinson. O programa tornou-se o mais controverso da TV húngara na época, mas inicialmente não obteve a audiência esperada, pelo estilo rude de apresentação, e teve como conseqüências a reação negativa do público, além da queda da reputação da apresentadora, tachada de arrogante e irritada. Outra decisão errônea da TV2 foi modificar o tempo de exibiçao do programa para competir de igual para igual com o game-show exibido pela concorrente RTL Klub (versão local de Who Wants to Be a Millionaire?, apresentada por István Vágó [conhecido como o "Quiz Professor" pelos húngaros]). A popularidade começou a desaparecer, e a produção gradativamente foi diminuindo gradativamente o número de concorrentes, de 8 para 5, mas não adiantou, e finalmente o programa foi cancelado em maio de 2002.

#### Itália
Na Itália, o programa (chamado "Annelo Debole") foi exibido como teste pela emissora Italia 1 durante 3 semanas no outono de 2001. Devido a sua baixa audiência, foi cancelado.

#### Países Baixos
Nos Países Baixos o programa recebeu o nome de De Zwakste Schakel, e foi apresentado por Chazia Mourali na emissora RTL 4. Possuía um prêmio de 10,000 euros, exceto em 2001, quando o euro ainda não era utilizado, e possuía nove concorrentes. Até o verão de 2004, era a versão internacional mais antiga ainda no ar. A RTL retirou o programa da grade em 2004, tornando a versão francesa a versão internacional a mais tempo no ar ininterruptamente. Em 2006, a emissora anunciou o retorno do programa, aparentemente alterando os horários de exibição na grade, assim como novos episódios foram produzidos. Atualmente não há novos planos confirmados para o programa. Rumores dizem que há uma leva de episódios não exibidos, com outro apresentador(a), gravados em 2006, de acordo com a RTL os episódios teriam sido gravados durante o verão daquele ano. Nada foi confirmado desde a época.

#### Portugal
A versão portuguesa d'O Elo Mais Fraco iniciou em 2002 com Júlia Pinheiro, logo depois substituída por Luísa Castel-Branco, em uma nova temporada. O programa tinha nove concorrentes, dos quais qualquer um deles poderia ganhar até 10000 euros, como nas versões irlandesa e neerlandesa. Ambas as apresentadoras afirmaram posteriormente não serem capazes de assumir uma personalidade tão austera na condução do programa, obrigatoriadade dos apresentadores deste concurso. O programa regressou para uma 3.ª temporada a 19 de setembro de 2011 com apresentação de Pedro Granger.

#### Espanha
El Rival Mas Debil estreou na TVE1 em 15 de maio de 2002. Nove concorrentes buscavam um prêmio de até 7200 euros.
A versão espanhola, assim como as versões de Israel, Taiwan, EUA e Portugal, possuiu duas apresentadoras diferentes. A primeira apresentadora era a atriz Nuria González, que conseguiu manter o estilo de condução do programa criado por Anne Robinson por duas temporadas. Em 2003, foi substutuída por Karmele Aranburu, físicamente parecida com Anne Robinson, pois Nuria estava em outros projetos. O programa foi mantido por mais algumas temporadas, e depois foi cancelado.
A versão espanhola foi a primeira de várias versões hispânicas, todas com o mesmo título, logo e gráficos, incluindo as versões mexicana e chilena.

#### Rússia
A Rússia possui uma versão do programa, chamada Слабое Звено. Inicialmente apresentada por Maria Kiselyova, exibida na ORT.  O prêmio máximo era de руб400,000. O programa foi cancelado em 2005. O programa foi reiniciada na emissora Petersburg-5 em 2007, apresentado por Nikolay Fomenko. O programa de TV foi reiniciada novamente na emissora Mir em 2020, Maria Kiselyova tornou-se novamente uma apresentadora

#### Sérvia
O programa foi exibido pela emissora BKTV com a denominação Najslabija karika de 2002 até abril de 2006, quando a concessão de funcionamento da emissora foi cassada pelas autoridades sérvias. Foi apresentado por Sandra Lalatović. O prêmio máximo era de RSD3 milhões, de acordo com as variações cambiais no período equivalia entre €37,500 e €50,000.

### Oriente Médio

#### Azerbaijão
No Azervaijão há uma versão chamada Zəif Bənd, exibida pela Líder TV e apresentada por Kamila Babayeva. A estréia ocorreu em setembro de 2004. O prêmio máximo é de 100,000,000 velhos Manats (20,000 Novos Manats).

#### Irão
Está no ar com o nome de "Bank". O prêmio máximo é de 1,000,000 tomãs. Concorrentes são todos homens ou todas mulheres.

#### Israel
A versão israelense estreou em 2002 no Channel 10. Foi apresentada por Pnina Dvorin e Hana Laszlo. Originalmente havia 9 concorrentes disputando um prêmio máximo de ₪100,000. Logo depois o formato foi alterado, para 8 concorrentes com um prêmio máximo de ₪90,000.

#### Turquia
Na Turquia, En Zayif Halka foi exibido apenas durante uma temporada pela Show TV. Hülya Uğur Tanriöver aceitou o trabalho e 9 concorrentes buscavam um prêmio de 100,000,000,000 de velhas liras, aproximadamente 100,000 novas liras.

### Américas

#### Estados Unidos
A versão americana foi exibida pela NBC entre 16 de abril de 2001 e 14 de julho de 2002 (com alguns episódios não apresentados até então exibidos pela PAX em 2002, com os episódios remanescentes sendo exibidos também pela GSN). O programa também foi apresentado em versão sindicada entre janeiro de 2002 e setembro de 2003.
A versão exibida pela NBC foi apresentada por Anne Robinson (a mesma apresentadora da versão original da BBC) e possuía narração de John Cramer. A versão sindicada foi apresentada por George Gray e narrada por Lisa Friedman.
Em 2020, a NBC anunciou um revival do programa, tendo a atriz e comediante Jane Lynch como apresentadora. A nova versão estreou em 29 de setembro de 2020.

#### Brasil
Em outubro de 2001, a Rede Globo comprou o formato Weakest Link da BBC. Foi decidido que Fausto Silva apresentaria os dois pilotos gravados, com a denominação de Ponto Fraco. Entretanto, os dois pilotos foram rejeitados pela BBC, e o programa foi substituído pelo popular Big Brother. O mais cotado para apresentar o programa era Pedro Bial. Em 2012, a emissora procurava outro apresentador para o programa, mas as negociações não avançaram o nome do possível apresentador.[carece de fontes?]
Em 2022, o SBT adquiriu o formato, que já se encontra em fase de pré-produção e será apresentado por Silvio Santos.

#### Chile
A versão local de El Rival Mas Debil foi apresentada pela atriz Catalina Pulido em 2004 durante 6 meses no Canal 13. O prêmio máximo era de 10,000,000 pesos. O programa saiu do ar pois a direção do Canal 13 (de propriedade da Igreja Católica) alegava conteúdo ofensivo apresentado.

#### México
O México criou sua versão em 2003, apresentando-a aos sábados a noite no canal 13 da TV Azteca. Após o término da versão normal, foi feita uma temporada apenas com versões especiais, exibidas aos domingos a noite, em que o prêmio acumulado foi doado a instituições de caridade. A última edição foi ao ar em 2 de setembro de 2007.

### Países que exibiram outras versões internacionais além da sua
- Austrália (exibiu a versão inglesa na UK.TV)
- Bulgária (exibiu a versão russa na NTV)
- Canadá (exibiu a versão americana produzida pela NBC na CTV)
- Malásia (exibiu a versão inglesa pela BBC Entertainment)
- Nova Zelândia (exibiu a versão inglesa na UK.TV)
- Portugal (exibiu a versão inglesa pela BBC Prime, posteriormente BBC Entertainment)
- Porto Rico (exibiu a versão americana produzida pela NBC)
- Brasil (exibiu a versão portuguesa na RTP Internacional)
- Reino Unido (exibiu a versão americana produzida pela NBC primeiramente na BBC, depois na Challenge)
- Estados Unidos (exibiu a versão inglesa pela BBC America)
- Filipinas (exibiu a versão filipina pela Viva Prime Channel)